# (5928) Píndaro
(5928) Píndaro es un asteroide perteneciente al cinturón exterior de asteroides, región del sistema solar que se encuentra entre las órbitas de Marte y Júpiter, más concretamente al grupo de Hilda, descubierto el 19 de septiembre de 1973 por Cornelis Johannes van Houten en conjunto a su esposa también astrónoma Ingrid van Houten-Groeneveld y el astrónomo Tom Gehrels desde el Observatorio del Monte Palomar, Estados Unidos.

## Designación y nombre
Designado provisionalmente como 1973 SK1. Fue nombrado Píndaro en homenaje al poeta lírico griego Píndaro, durante mucho tiempo el pilar de la poesía griega. Vivió en Grecia y Sicilia y unió al pueblo griego con sus poemas y canciones trágicas y de victoria durante los festivales. Tuvo gran influencia en la obra del poeta alemán Friedrich Hölderlin.

## Características orbitales
Píndaro está situado a una distancia media del Sol de 3,990 ua, pudiendo alejarse hasta 4,479 ua y acercarse hasta 3,501 ua. Su excentricidad es 0,122 y la inclinación orbital 9,250 grados. Emplea 2911,53 días en completar una órbita alrededor del Sol.

## Características físicas
La magnitud absoluta de Píndaro es 11,6. Tiene 30,402 km de diámetro y su albedo se estima en 0,053. 